# La Tête d'un homme
La Tête d'un homme is een Franse misdaadfilm uit 1933 onder regie van Julien Duvivier. Het scenario is gebaseerd op de gelijknamige roman uit 1931 van de Belgische auteur Georges Simenon.

## Verhaal
Willy Ferrière is blut en zijn maîtresse kost handenvol geld. Op een dag verklaart hij aan de toog dat hij er 100.000 frank voor over heeft, als zijn rijke suikertante het loodje mocht leggen. Iemand laat hem weten dat hij ervoor zal zorgen. De tante wordt gedood en de man is het perfecte slachtoffer. Commissaris Maigret voelt dat er iets niet pluis is.

## Rolverdeling
| Acteur             | Personage                 |
| ------------------ | ------------------------- |
| Harry Baur         | Commissaris Jules Maigret |
| Valéry Inkijinoff  | Radek                     |
| Alexandre Rignault | Joseph Heurtin            |
| Gaston Jacquet     | Willy Ferrière            |
| Louis Gauthier     | Rechter                   |
| Henri Échourin     | Inspecteur Ménard         |
| Marcel Bourdel     | Inspecteur Janvier        |
| Frédéric Munié     | Advocaat                  |
| Armand Numès       | Politiechef               |
| Charles Camus      | Hotelhouder               |
| René Alexandre     | Chauffeur                 |
| Gina Manès         | Edna Reichberg            |
| Missia             | Straatzangeres            |
| Oléo               | Kamermeisje               |
| Line Noro          | Meisje                    |